# مونا بون جاكون
مونا بون جاكون هو ألبوم غنائي للمغني البريطاني يوسف إسلام، ، صدر عام 1970. بالإنكليزية Mona Bone Jakon. 

## الخلفية
كان كات ستيفنس قد اشتهر نهاية عقد الستينات قبل أن يبلغ العشرين من العمر. ولكن نتيجة لانغماسه بالخمور والمخدرات والإرهاق بسبب العمل الكثير. أصيب يوسف إسلام، أو كات ستيفنس حينها، بمرض السل الذي أجبره على الانزواء وترك المجال الفني ة قضاء عدة أشهر في أحد المستشفيات. كتب أغاني هذا الألبوم في فترة رقوده في المستشفى كما أنه قام بتلحينها وغنائها ورسم غلاف الألبوم أيضا. صدر الألبوم بعد عودة كات ستيفنس بعد خروجه من المستشفى في عام 1970. يقول في إحدى المقابلات عن الألبوم إنه عندما غادر المستشفى ووصل إلى بيته قام بطلاء غرفته باللون الأحمر وكانت تجربة المرض والمستشفى تركتا أثرا كبيرا عليه. واشترك معه كعازف غيتار في الألبوم لأول مرة العازف الذي سيصبح صديقه ألون دافيس.
ويمتاز الألبوم بأغاني وجودية تحمل هما فلسفيا عميقا وتساؤلا عن معنى الشهرة وجدواها، وهو أسلوب سيطبع أغاني كات ستيفنس المستقبلية أيضا. وكان الاسم الذي اختاره كات ستيفنس للألبوم هو «حاوية القمامة تبكي موت رجل القمامة» إلا أنه تخلى عنه لطوله واستعاض عنه باسم مونا بون جاكون.
وصل الألبوم للمرتبة الثالثة والستين في الـ كارتا البريطانية والمرتبة المائة بعد الرابعة والستين في الـ كارتا الأمريكية.
تم استخدام أغنية Trouble في فيلم هارولد آند مود الذي صار يُعدّ من كلاسيكات السينما الغربية، والذي يدور عن الحياة والموت والانتحار. أما أغنية Katmandu فغنّاها يوسف إسلام بعد تسونامي الذي ضرب المدينة أيضا في إطار حملة لجمع التبرّعات.
أسهم هذا الألبوم بتثبيت شهرة كات ستيفنس في عام الموسيقى، ولربما كان أحد الأسباب التي دفعت لتسيمته بشاعر الموسيقى الغربية.

## قائمة التشغيل
| 1. | "سيدة داربانفيل"          | 3:45 |
| 2. | "Maybe You're Right"      | 3:25 |
| 3. | "Pop Star"                | 4:13 |
| 4. | "I Think I See the Light" | 3:55 |
| 5. | "Trouble"                 | 2:49 |

| 1. | "Mona Bone Jakon" | 1:42 |
| 2. | "I Wish, I Wish"  | 3:50 |
| 3. | "Katmandu"        | 3:22 |
| 4. | "Time"            | 1:26 |
| 5. | "Fill My Eyes"    | 3:00 |
| 6. | "Lilywhite"       | 3:41 |

## روابط خارجية
- مونا بون جاكون على موقع أول موفي (الإنجليزية)